# 장수금
장수금(張守錦)은 대한민국 제 15대 대통령 김대중 대통령의 어머니이다.

## 생애
1892년 태어났다.처음에는 제갈성조의 첩이었다가 결혼하였는데 사별했고 또 윤창언의 첩이었다 또 사별하고 김운식의 첩으로 들어가 총 3남 2녀를 낳았다. 본처 자리는 김운식이 본처와 이혼했을 때인 1960년 들어갔다.1972년 5월 10일 서울특별시 마포구 동포동 아들 김대중 의원의 집에서 향년 80세로 별세했다.

## 가족
- 아버지 장지숙(1862년~1934년)
- 어머니 주귀심(1869년~1954년)
- 여동생 장도산(1902년~1981년)
- 여동생 장필화(1906년~1994년)
- 자신 장수금(1892년~1972년)
- 아주버님 제갈성복(?~1999년?)
- 남편 제갈성조(?~1920년)
- 장녀 제갈씨(1920년~요절)
- 차녀 제갈씨(1923년~?)
- 첩 윤창언(1872년~1927년?)
- 남편 김운식(1894년~1974년)
- 이복딸 김매월(1917년~1980년)
- 이복사위 김만기(1915년~1983년)
- 이복손자 김수용(1961년~)
- 이복딸 김용례
- 이복아들 김대봉(1920년~1971년)
- 이복자부 박공심(1919년~2001년 이후)
- 삼녀 김안례(1921년~)
- 장남 김대중(1924년~2009년)
- 자부 차용애(1927년~1959년)
- 손녀 김소희(1946년~1947년)
- 손자 김홍일(1948년~2019년)
- 손자 김홍업(1950년~)
- 자부 이희호(1922년~2019년)
- 손자 김홍걸(1963년~)
- 차남 김대의(1927년~1997년)
- 삼남 김대현(1931년~)
- 사녀 김진찬(1935년~1976년)